# Sophie Gengembre Anderson
Sophie Gengembre Anderson   (París, 1823 - Falmouth, 10 de març de 1903) va ser una pintora anglo-francesa coneguda per les seves representacions de nens i nenes, així com per les seves escenes de la vida rural i la mitologia clàssica. Va néixer a París, però va passar gran part de la seva vida a Anglaterra.

## Biografia
Va néixer a París, filla de Charles Antoine Colomb Gengembre, un arquitecte i artista francès. i la seva dona anglesa, Marianne Farey (1799–1883), filla de John Farey Sr. (1766–1826) i la seva dona Sophia Hubert (1770–1830). Es van casar a l'església de St Pancras, Londres, el 12 d'abril de 1818.
El seu pare va néixer l'any 1790 i va començar a treballar com a arquitecte als 19 anys. Va treballar principalment en comissions municipals, com la Casa de la Moneda de l'Ajuntament de Cassel, que va dissenyar i construir quan tenia 19 anys. Va ser ferit durant la Revolució de 1830. el mateix dia que va néixer el seu fill Felip. La família es va anar a Londres, on Gengembre va treballar com a arquitecte per a Charles Fourier. Va tornar a França i va continuar la seva feina com a arquitecte, dissenyant escoles comunals arreu de França. La família es va traslladar a Amèrica i va adoptar el cognom Hubert, a causa de les dificultats de la gent per pronunciar el seu cognom francès. Després de traslladar-se a Cincinnati, Ohio, es va establir a Manchester, Pennsilvània. El 1863, havia dissenyat "pro bono" l'Ajuntament d'Allegheny. Va deixar de parlar anglès en protesta després que se li va oferir una part dels costos de construcció excessivament inflats.
Va començar a pintar de manera autodidàctica i va exposar per primera vegada a la Royal Academy of Arts de Londres el 1855. Va ser coneguda pels seus quadres realistes i poètics, que reflectien la seva sensibilitat i el seu amor per la natura. Algunes de les seves obres més famoses inclouen "El bes", "El bany de la nena", "La primavera" i "Les fades".
Durant la seva carrera, Anderson va ser molt reconeguda pel públic i la crítica, i va ser la primera dona a ser elegida membre associat de la Royal Academy. També va ser una de les primeres dones a obtenir èxit comercial en el món de l'art, venent moltes de les seves obres a la classe mitjana emergent de la seva època.
Sophie Gengembre Anderson va morir el 1903 a Falmouth, Anglaterra, deixant un llegat important en la història de l'art, especialment per la seva representació poètica de la infància i la natura. La seva obra continua sent admirada i estudiada avui en dia, i és considerada una de les grans pintores del període victorià.